# Quirine Lemoine
Quirine Lemoine (25 de diciembre de 1991) es una jugadora de tenis neerlandesa.
Lemoine ha ganado 16 títulos individuales y 18 de dobles en el circuito ITF en su carrera además de un título de dobles WTA que logró levantar junto con su compatriota Arantxa Rus. 
En julio de 2017, alcanzó su mejor ranking en individual la cual fue la número 137 del mundo. En agosto de 2017, alcanzó el puesto número 116 del mundo en el ranking de dobles.
Lemoine hizo su debut en la WTA en el Torneo de Florianópolis 2015, derrotar a Gaia Sanesi en la clasificación para entrar al cuadro principal en singles.

## Títulos WTA (1; 0+1)

### Dobles (1)
| Leyenda                    |
| -------------------------- |
| Grand Slam (0)             |
| Juegos Olímpicos (0)       |
| WTA Tour Championships (0) |
| Premier Mandatory (0)      |
| Premier 5 (0)              |
| Premier (0)                |
| International (1)          |

| N.º | Fecha               | Torneo | Superficie    | Pareja      | Oponentes en la final             | Resultado        |
| --- | ------------------- | ------ | ------------- | ----------- | --------------------------------- | ---------------- |
| 1.  | 30 de julio de 2017 | Bastad | Tierra batida | Arantxa Rus | María Irigoyen Barbora Krejčíková | 3-6, 6-3, [10-8] |